# 동석

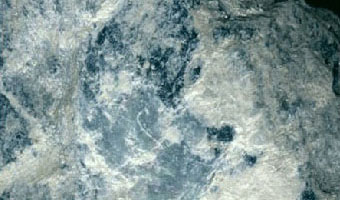
동석

동석(凍石)은 암녹색 또는 회색을 띄는 변성암의 일종이다. 사문암, 편암, 운도 등으로 이루어져 있다.

## 같이 보기
- 광물 목록